# Гарбиње Мугуруза
Гарбиње Мугуруза Бланко (шп. Garbiñe Muguruza Blanco; Каракас, 8. октобар 1993) бивша је шпанска тенисерка. Дана 11. септембра 2017. постала је број један на ВТА ранг листи, а током досадашње каријере је освојила два гренд слем трофеја. Једина је играчица која је победила обе сестре Вилијамс, Серену и Венус, у финалу гренд слем турнира. До првог места на ранг листи је дошла у периоду када је Рафаел Надал био „број 1” на АТП листи, чиме је Шпанија постала прва земља након САД 2003. године из које су тенисери држали истовремено прво место у мушкој и женској конкуренцији.

## Биографија
Са три године је почела да тренира тенис, а након пресељења у Шпанију 1999. године, тренирала је у тениској академији Бругера, у близини Барселоне.
Прву ВТА титулу у појединачној конкуренцији је освојила у Хобарту 2014.
У каријери је освојила пет ВТА турнира у појединачној конкуренцији, док јој је на гренд слем турнирима најбољи резултат победе на Ролан Гаросу 2016. и на Вимблдону 2017. године. Тренира је од 2015. Сем Сумик и бивша шпанска тенисерка Кончита Мартинез. У пару са сународницом Карлом Суарез Наваро је освојила неколико турнира.
Отац јој је Баск, Хосе Антонио Мугуруза, док јој је мајка Венецуеланка, Скарлет Бланко. Има и двојицу браће, Асијера и Игора. Поседује двојно држављанство, Шпаније и Венецуеле.

## ВТА финала

### Појединачно 8 (5—3)
Победе
| Бр. | Датум             | Турнир                  | Подлога | Противница у финалу | Резултат |
| 1.  | 11. јануар 2014.  | Хобарт                  | Тврда   | Клара Закопалова    | 6-4, 6-0 |
| 2.  | 11. октобар 2015. | Отворено првенство Кине | Тврда   | Тимеа Бачински      | 7–5, 6–4 |
| 3.  | 4. јун 2016.      | Ролан Гарос             | Шљака   | Серена Вилијамс     | 7–5, 6–4 |
| 4.  | 15. јул 2017.     | Вимблдон                | Трава   | Венус Вилијамс      | 7–5, 6–0 |
| 5.  | 20. август 2017.  | Синсинати               | Тврда   | Симона Халеп        | 6–1, 6–0 |

Порази
| Бр. | Датум            | Турнир         | Подлога | Противница у финалу | Резултат      |
| 1.  | 1. март 2014.    | Флоријанополис | Тврда   | Клара Закопалова    | 6–4, 5–7, 0–6 |
| 2.  | 11. јул 2015.    | Вимблдон       | Трава   | Серена Вилијамс     | 4–6, 4–6      |
| 3.  | 3. октобар 2015. | Вухан          | Тврда   | Венус Вилијамс      | 3–6, 0–3 пов. |